# Ko Zandvliet
Ko Zandvliet (Amsterdã, 23 de novembro de 1993) é um ator, e músico neerlandês. Seu primeiro papel foi no filme Sonny Boy de 2011. O ator é mais conhecido por ter interpretado o personagem Sven no filme Razend, e pelo papel de Marc no filme Jongens (mais conhecido como Boys).
Como músico, Ko faz parte da banda Jungle by Night, e da banda Gallowstreet Brass, onde toca trombone.